# Álex Rins
Álex Rins Navarro, född 8 december 1995 i Barcelona, Katalonien, är en spansk roadracingförare som 2017 kör i MotoGP-klassen i Grand Prix Roadracing.

## Tävlingskarriär
Rins VM-debuterade i Moto3-klassen i Qatar 2012 efter att ha vunnit 125-klassen i det spanska mästerskapet CEV Buckler. Han tog sedan sin första pole position i Spaniens Grand Prix 2012 racet efter. Och hans första pallplats kom på Le Mans i Frankrikes Grand Prix 2012. Han slutade till slut femma i mästerskapet när han som rookie tog hela 141 poäng och blev bäste rookie i klassen. Bättre än teamkamraterna Miguel Oliveira och Álex Márquez (bror till Marc Márquez).
Rins tog sin första Moto3-seger på Circuit of the Americas i den andra deltävlingen säsongen 2013, efter en hård kamp med Luis Salom och Maverick Viñales. Detta loppet rödflaggades men omstartades sedan. Hans andra seger kom på Sachsenring samma år. Totalt blev det sex GP-segrar 2013. Inför säsongens sista lopp, Valencias Grand Prix hade Rins blivit världsmästare om han vunnit, men blev slagen med 0,187 sekunder av Maverick Viñales som därmed tog VM-titeln. Säsongen 2014 fortsatte Rins köra för Estrella Galicia 0,0 i Moto3. Teamet hade dock bytt motorcykel från KTM till Honda. Rins började säsongen något svagt men efter de två raka segrarna i Storbritannien och San Marino hade Rins kontakt med VM-ledande Jack Miller och tvåan, Rins stallkamrat Álex Márquez. Han lyckades dock inte fortsätta den positiva trenden utan fick nöja sig med tredjeplats i VM bakom världsmästaren Márquez och Miller.

### Moto2
Roadracing-VM 2015 körde Rins i Moto2 för Pons Racing med Luis Salom som stallkamrat. Rins överraskade genom att vara med i VM-toppen från början. Han vann Indianapolis GP och Australiens GP och blev tvåa i VM samt naturligtvis bästa nykomling (Rookie of the Year). Rins var kvar hos Pons i Moto2 säsongen 2016. Han började bra och vann två av de fem första deltävlingarna. Några fler segrar blev det inte men han ledde VM efter sju deltävlingar innan regerande världsmästaren Johann Zarco tog över. Denne fick dock en schaktning andra halvan av säsongen och Rins kunde trots skada nästan komma ikapp. Efter 14 av säsongens 18 deltävlingar låg han blott en poäng efter Zarco. Rins presterade dåligt i de tre utomeuropeiska tävlingarna och dalade till tredje plats i VM.

### MotoGP
Rätt tidigt under säsongen 2016 lyckades Rins bärga ett fabrikskontrakt med Suzuki att under 2017 köra för den japanska tillverkaren i MotoGP-klassen. Han fick Andrea Iannone som stallkamrat. Rins skadade sig på försäsongen och sedan igen under säsongen så att han missade flera Grand Prix. Mot slutet av året förbättrade han sina resultat, med fjärdeplatsen i Valencia som bästa resultat. Han kom på 16:e plats i VM. Rins fortsatte hos Suzuki 2018 och tog sin första pallplats i Argentinas GP. Han avslutade säsongen med två andraplatser och kom på femte plats i VM. Roadracing-VM 2019 tog Rins sin första Grand Prix-seger i MotoGP, i Amerikas Grand Prix den 14 april. Han vann också Storbritanniens Grand Prix efter en hård duell mot Marc Márquez. Totalt blev det en fjärdeplats i VM. Rins fortsätter hos Suzuki säsongen 2020.

### VM-säsonger
| Säsong | Klass  | VM- plac. | Poäng | 1/2/3- plac. | Starter | Motorcykel  | Team                    | Startnr |
| ------ | ------ | --------- | ----- | ------------ | ------- | ----------- | ----------------------- | ------- |
| 2012   | Moto3  | 5         | 141   | - / - / 1    | 17      | Suter Honda | Estrella Galicia 0,0    | 42      |
| 2013   | Moto3  | 2         | 311   | 6 / 5 / 3    | 17      | KTM         | Estrella Galicia 0,0    | 42      |
| 2014   | Moto3  | 3         | 237   | 2 / 2 / 4    | 18      | Honda       | Estrella Galicia 0,0    | 42      |
| 2015   | Moto2  | 2         | 234   | 2 / 5 / 3    | 18      | Kalex       | Paginas Amarillas HP 40 | 40      |
| 2016   | Moto2  | 3         | 214   | 2 / 3 / 2    | 18      | Kalex       | Paginas Amarillas HP 40 | 40      |
| 2017   | MotoGP | 16        | 59    | - / - / -    | 13      | Suzuki      | Suzuki Ecstar           | 42      |
| 2018   | MotoGP | 5         | 169   | - / 3 / 2    | 18      | Suzuki      | Suzuki Ecstar           | 42      |
| 2019   | MotoGP | 4         | 205   | 2 / 1 / -    | 19      | Suzuki      | Suzuki Ecstar           | 42      |
| 2020   | MotoGP |           |       |              |         | Suzuki      | Suzuki Ecstar           | 42      |

## Framskjutna placeringar
Uppdaterad till 2020-11-10.
| Nr | Grand Prix     | År   |
| -- | -------------- | ---- |
| 1  | Amerika        | 2019 |
| 2  | Storbritannien | 2019 |
| 3  | Aragonien      | 2020 |

| Nr | Grand Prix | År   |
| -- | ---------- | ---- |
| 1  | TT Assen   | 2018 |
| 2  | Malaysia   | 2018 |
| 3  | Valencia   | 2018 |
| 4  | Spanien    | 2019 |
| 5  | Teruel     | 2020 |
| 6  | Europa     | 2020 |

| Nr | Grand Prix | År   |
| -- | ---------- | ---- |
| 1  | Argentina  | 2018 |
| 2  | Japan      | 2018 |
| 3  | Katalonien | 2020 |

| Nr | Grand Prix   | År   |
| -- | ------------ | ---- |
| 1  | Indianapolis | 2015 |
| 2  | Australien   | 2015 |
| 3  | Amerika      | 2016 |
| 4  | Frankrike    | 2016 |

| Nr | Grand Prix     | År   |
| -- | -------------- | ---- |
| 1  | Argentina      | 2015 |
| 2  | Katalonien     | 2015 |
| 3  | Storbritannien | 2015 |
| 4  | Aragonien      | 2015 |
| 5  | Valencia       | 2015 |
| 6  | Katalonien     | 2016 |
| 7  | Tjeckien       | 2016 |
| 8  | San Marino     | 2016 |

| Nr | Grand Prix | År   |
| -- | ---------- | ---- |
| 1  | Amerika    | 2015 |
| 2  | Tyskland   | 2015 |
| 3  | Tjeckien   | 2015 |
| 4  | Spanien    | 2016 |
| 5  | Österrike  | 2016 |

| Nr | Grand Prix     | År   |
| -- | -------------- | ---- |
| 1  | Amerika        | 2013 |
| 2  | Tyskland       | 2013 |
| 3  | Indianapolis   | 2013 |
| 4  | San Marino     | 2013 |
| 5  | Aragonien      | 2013 |
| 6  | Australien     | 2013 |
| 7  | Storbritannien | 2014 |
| 8  | San Marino     | 2014 |

| Nr | Grand Prix     | År   |
| -- | -------------- | ---- |
| 1  | Frankrike      | 2013 |
| 2  | Italien        | 2013 |
| 3  | Katalonien     | 2013 |
| 4  | Storbritannien | 2013 |
| 5  | Malaysia       | 2013 |
| 6  | Frankrike      | 2014 |
| 7  | TT Assen       | 2014 |

| Nr | Grand Prix | År   |
| -- | ---------- | ---- |
| 1  | Frankrike  | 2012 |
| 2  | Qatar      | 2013 |
| 3  | TT Assen   | 2013 |
| 4  | Valencia   | 2013 |
| 5  | Spanien    | 2014 |
| 6  | Italien    | 2014 |
| 7  | Australien | 2014 |
| 8  | Malaysia   | 2014 |